# Vendetta trasversale
Vendetta trasversale (Next of Kin) è un film del 1989 diretto da John Irvin, che racconta la vendetta del sergente Truman Gates nei confronti degli assassini del fratello.

## Trama
La polizia di Chicago, quando ci sono tipi pericolosi da arrestare, nativi delle montagne del Kentucky, preferisce fare ricorso al sergente Truman. Lui è di quelle parti e, anche se ormai inurbato, sa come fare, quanto a metodi inefficaci. Il giorno dopo però qualcuno gli uccide il fratello più giovane, Gerald, che lavora onestamente in città anche lui, e la volontà di Truman di trovare l'assassino si fa ancor più accanita. Gerald, che sapeva molte cose sui traffici di alcuni boss mafiosi, è stato ucciso a bordo del proprio camioncino da un certo Joey Rossellini, giovane criminale affiancato dal coetaneo Lawrence, figlio di un mafioso anche lui di origine italiana.
Truman con la moglie Jessie portano la bara del loro congiunto nel villaggio montano in cui il sergente ha parenti vari, oltre che il terzo fratello Briar, molto attaccato al defunto. E Briar, che ha sempre trovato la scelta cittadina dei suoi fratelli in un modo assurdo, decide di scendere a valle per far giustizia per conto proprio: quella per la quale Truman si adopera promuovendo indagini e cercando prove e che il montanaro invece intende compiere con i propri metodi. Sia Truman che Briar, tuttavia, sono presto ricercati dai delinquenti. Briar decide di collaborare con lui, ritrovando David, l'aiutante che era con Gerald sul camioncino, poi fuggito, il quale riconosce fra varie foto di criminali la sua faccia.
Intanto si ritrova il corpo di Lawrence, torturato e ucciso - secondo la polizia - da Briar, e che è stato invece eliminato da Joey, mentre il padre John Isabella, affranto, invita quest'ultimo ad eliminare Truman e Briar. Essendo quest'ultimo stato gravemente ferito, un gruppetto di parenti scende dalle montagne armato per risolvere la vicenda. Nel duello conclusivo fra Truman e Joey quest'ultimo viene ucciso dall'anziano John Isabella, per vendicarsi dell'assassinio del figlio.